# اضطهاد المسيحيين الأرثوذكس الشرقيين

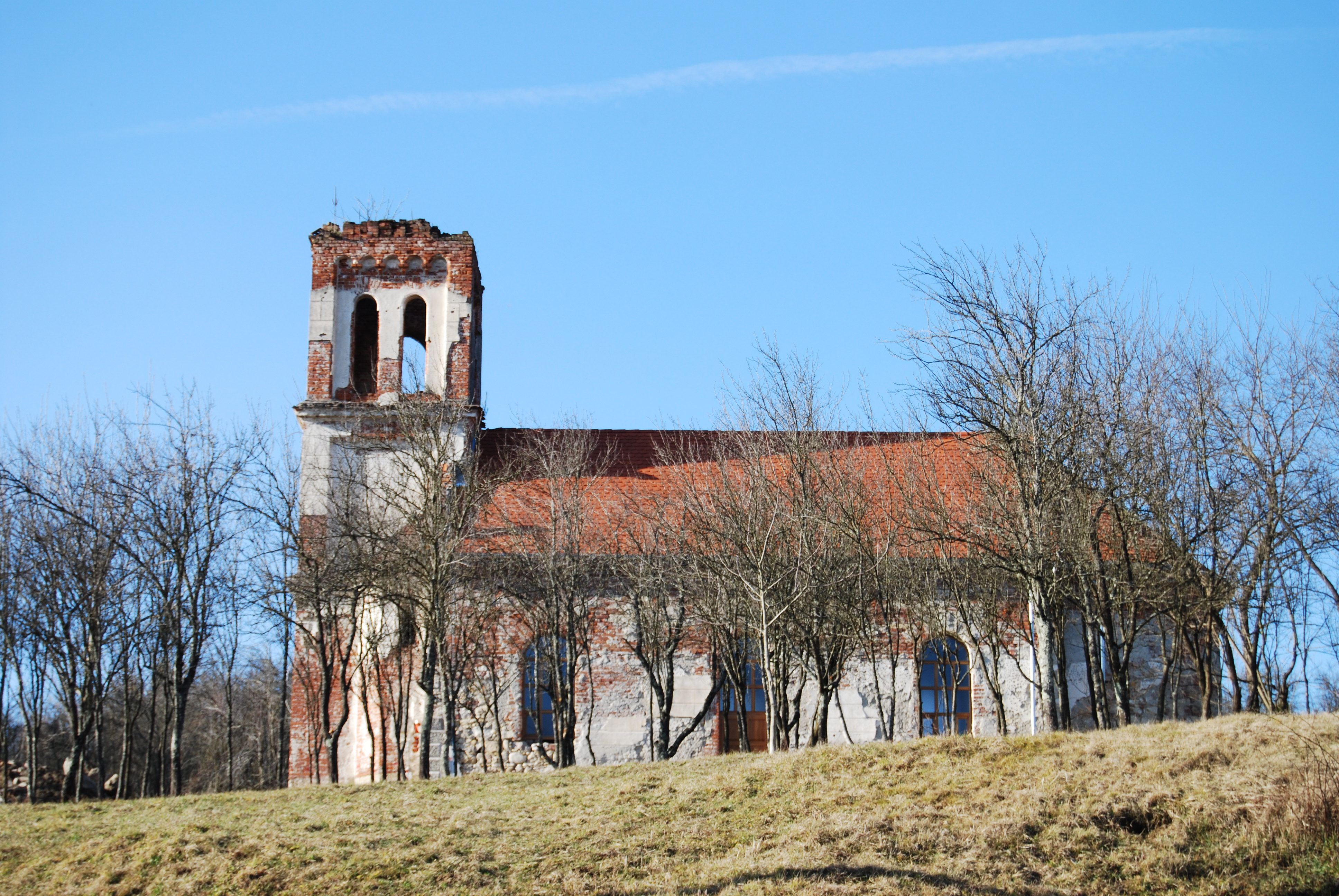

اضطهاد المسيحيين الأرثوذكس الشرقيين، هو الاضطهاد الذي تواجهه الكنيسة ورجال الدين وأتباع الكنيسة الأرثوذكسية الشرقية (المسيحية الأرثوذكسية) بسبب المعتقدات والممارسات الدينية. تعرض المسيحيون الأرثوذكس للاضطهاد في فترات مختلفة عندما كانوا تحت حكم الكيانات السياسية المسيحية غير الأرثوذكسية. اتخذت الحركات والأنظمة السياسية المعادية للدين في بعض البلدان موقفًا معاديا للأرثوذكس في العصر الحديث.

## الأنشطة الكاثوليكية في أوروبا الحديثة المبكرة

### الكومنولث البولندي الليتواني
أدت الضغوط المتصاعدة ضد المسيحيين الأرثوذكس في روثينيا البيضاء والأجزاء الشرقية الأخرى من الكومنولث البولندي الليتواني تحت تأثير الإصلاح الكاثوليكي المضاد خلال نهاية القرن السادس عشر، إلى تنفيذ اتحاد بريست في عام (1595-1596). كان معظم البيلاروسيين والأوكرانيين الذين عاشوا تحت حكم الكومنولث البولندي الليتواني حتى ذلك الوقت، من المسيحيين الأرثوذكس. تجمع تسلسلهم الهرمي في المجمع الكنسي في مدينة بريست تحت ضغط من سلطات الدولة، وألفوا 33 مادة في هذا الاتحاد، قبلتها الكنيسة الكاثوليكية الرومانية.
بدا أن الاتحاد كان ناجحًا في بداية الأمر، لكنه سرعان ما فقد الكثير من دعمه الأولي، ويرجع ذلك أساسًا إلى تنفيذه بشكل قسري رغمًا عن الرعايا الأرثوذكسية والاضطهاد اللاحق لكل من لم يرغب في قبول الاتحاد. أثار تنفيذ الاتحاد العديد من الانتفاضات الضخمة، ولا سيما انتفاضة شميلنكي، التي قام بها القوقازيون الزاباروجيونيون، والتحالف المشترك بين الكاثوليك الأوكرانيين والأرثوذكس البيلاروسيين الأوكرانيين، بسبب فقدانهم ضفة الكومنولث الأوكرانية اليسرى.

أعرب مكاريوس الثالث (قبرص)، بطريرك الروم الأرثوذكس، في أنطاكية عام 1656، عن أسفه للأعمال الوحشية التي ارتكبها الكاثوليك البولنديون ضد أتباع الأرثوذكسية الشرقية في أجزاء مختلفة من أوكرانيا. نُقل عن مكاريوس قوله إن سبعة عشر أو ثمانية عشر ألفًا من أتباع الأرثوذكس الشرقية قُتلوا على أيدي الكاثوليك، وأنه رغب في فرض السيادة العثمانية على الكاثوليك، قائلًا:
يديم الله إمبراطورية الأتراك إلى أبد الآبدين! لأنهم يأخذون جباية، ولا يأخذون الدين في الحسبان، ويستقصدون المسيحيين أو النازريين، اليهود أو السامريين؛ في حين أن هؤلاء البولنديين الملعونين لم يكونوا راضين عن الضرائب والعشور من الإخوة في الكنائس المسيحية...

### ملكية هابسبورغ
تواجدت جهود لتحويل المجتمع إلى مجتمع كاثوليكي، منذ هجرات الصرب العديدة (ذات الغالبية الشرقية الأرثوذكسية) إلى مملكة هابسبورغ، والتي بدأت في القرن السادس عشر. تحولت أبرشية ماريا الأرثوذكسية إلى أبرشية كريزيفتشي الكاثوليكية بعد حركات التوحيد التي حدثت في القرنين السابع عشر والثامن عشر. يُعد كلًا من مارتن دوبوروفيك وبنيديكت فينكوفيتش وبيتر بيتريتيك ورافاييل ليفاكوفيتش وإيفان باسكفالي ويوراي بارسيك، من الأفراد البارزين الذين نشطوا في الحركة الكاثوليكية الصربية التي حدثت في القرن السابع عشر. كتب كلًا الأساقفة الكاثوليك فينكوفيتش وبيتريتيك العديد من النصوص غير الدقيقة التي تهدف إلى التحريض على الكراهية ضد الصرب والمسيحيين الأرثوذكس، والتي تضمنت بعض النصائح حول كيفية تعذيب الصرب.

## الاضطهاد في الدولة العثمانية
جمّعت الإمبراطورية العثمانية المسيحيين الأرثوذكس في الملة الرومية. سُجل المسيحيون في سجلات الضرائب على أنهم «كفار». تطورت العلاقات بين المسلمين والمسيحيين في المقاطعات الأوروبية للإمبراطورية العثمانية بعد الحرب التركية الكبرى (1683-1999)، واتخذت تدريجياً أشكالًا أكثر تطرفًا وتسببت في نداءات من حين لآخر لزعماء دينيين مسلمين لطرد أو إبادة المسيحيين المحليين، واليهود أيضًا. نتيجةً للاضطهاد العثماني وتدمير الكنائس والعنف ضد السكان المدنيين غير المسلمين، وقف الصرب وزعماء كنيستهم برئاسة البطريرك الصربي أرسينيي الثالث مع النمساويين في عام 1689، ومرة أخرى في عام 1737 برئاسة البطريرك الصربي أرسينيي الرابع، في حالة حرب. ارتكبت القوات العثمانية في الحملات العِقابية التالية الفظائع، ما أدى إلى «هجرات الصرب الكبرى». نفذت السلطات العثمانية مجزرة القسطنطينية في عام 1821 ردًا على التمرد اليوناني.
اضطُهد السكان المسيحيين البلغاريين خلال الانتفاضة البلغارية التي حصلت عام (1876) والحرب الروسية التركية التي حصلت عام (1877-1878)، على أيدي الجنود الأتراك الذين ذبحوا المدنيين، لا سيما في مناطق باناغوريشتيه وبوروشتيتزا وبراتزيغوفو وباتاك.

## فترة ما بين الحربين
يتمتع الجزء الشرقي من بولندا بتاريخ طويل من التناحر بين الكاثوليك والأرثوذكس. كان رجال الدين الكاثوليك في منطقة شيم في بولندا ضد الأرثوذكس بشكل لا لبس فيه في فترة ما بين الحربين. تتمتع أوكرانيا، التي كانت عبارة عن حدودًا دينية، بتاريخ طويل من الصراع الديني.

## الحرب العالمية الثانية

### اضطهاد الصرب
أنشأت حركة التحرير القومية الكرواتية الأوستاشية دولة كرواتيا المستقلة (NDH) بعد أربعة أيام من الغزو الألماني ليوغوسلافيا. أُنشئت كرواتيا بصفتها محمية إيطالية. وكان حوالي ثلث سكانها من المسيحيين الأرثوذكس (العرق الصربي). اتبعت الحركة الأوستاشية الأيديولوجية النازية، ووضعت هدف لإنشاء كرواتيا الكبرى ذات العرق الصافي؛ استُهدف اليهود والغجر وخاصة الصرب، وكانوا ضحايا سياسات الإبادة الجماعية. اعترفت الحركة الأوستاشية بكل من الكاثوليكية الرومانية والإسلام بصفتهما ديانتين قوميتين لكرواتيا، لكنهما احتفظا بموقف مفاده أن الأرثوذكسية الشرقية التي تُعد رمز الهوية الصربية، كانت عدوًا خطيرًا. بدأت حملة الإبادة ضد الصرب الأرثوذكس وأُنشئت معسكرات اعتقال مثل جيسينوفِك في ربيع وصيف عام 1941. قُتل الصرب وتحولوا إلى كرواتيين بشكل قسري، بل ودُمرت الكنيسة الأرثوذكسية الصربية بشكل تام. دعمت معظم القيادة الكاثوليكية في كرواتيا تصرفات الحركة الأوستاشية. تعرض الأساقفة والكهنة الأرثوذكسيون للاضطهاد والاعتقال والتعذيب أو القتل (عدة مئات) وأغُلقت مئات (معظم) الكنائس الأرثوذكسية أو دمرت أو نُهبت على يد الحركة الأوستاشية. أُغلقت الكنائس الأرثوذكسية المحلية بأكملها في بعض القرى ثم أُشعلت النار فيها. أُجبر مئات الآلاف من الصرب الأرثوذكس على الفرار من الأراضي التي كانت تحت سيطرة الحركة الأوستاشية إلى صربيا. لم تنشط الكنائس الأرثوذكسية الصربية مرة أخرى في الأجزاء الغربية من يوغوسلافيا حتى نهاية الحرب.
زاد اضطهاد الكهنة الأرثوذكس في الحرب العالمية الثانية من شعبية الكنيسة الأرثوذكسية في صربيا.

## المعاصرة

كنيسة الثالوث المقدس في بيتريتش، كوسوفو. تم هدمها في أغسطس 1999.

أصدر قادة الكنيسة بيانًا في المؤتمر الأرثوذكسي الذي عُقد في إسطنبول في فترة 12-15 مارس 1992 مفاده ما يلي:
«بعد انهيار النظام الشيوعي الملحد الذي اضطهد الكنائس الأرثوذكسية بشدة، توقعنا دعمًا أخويًا أو على الأقل فهمًا للصعوبات الخطيرة التي حلت بنا... وبدلاً من ذلك، استُهدفت الدول الأرثوذكسية من قبل المبشرين الكاثوليك الرومان ودُعاة الوحدة. جاء هؤلاء جنبًا إلى جنب مع الأصوليين البروتستانت... والطوائف»

### يوغوسلافيا السابقة
نظر بعض الصرب إلى دعم القيادة الكاثوليكية للانقسام السياسي على أسس عرقية ودينية في كرواتيا خلال الحروب التي حصلت في يوغوسلافيا، وإلى دعم القضية الألبانية في كوسوفو باعتبارها معادية للصرب ومناهضة للأرثوذكس. صورت الدعاية اليوغسلافية خلال نظام ميلوشيف كلًا من كرواتيا وسلوفينيا بصفتهما جزءًا من «التحالف الكاثوليكي» المعادي للأرثوذكس.

### روسيا
ينظر الروس القوميون إلى الولايات المتحدة على أنها مركز «المؤامرة الغربية المناهضة لروسيا والمعادية للسلافيين والأرثوذكس، والتي تهدف إلى تدمير روسيا»، وقد استخدمت تدخل الناتو في حرب البوسنة والهرسك (1992-1995) حجةً لهذا.
اتهم الأصوليون الأرثوذكس في مدن مختلفة في روسيا، في عامي 1998 و 2000، النصوص التي كتبها اللاهوتيين الأرثوذكس الليبراليين بأنها «معادية للأرثوذكس» ودمروها في حرق الكتب.